# Paracaryum persicum
Paracaryum persicum är en strävbladig växtart. Paracaryum persicum ingår i släktet Paracaryum och familjen strävbladiga växter.

## Underarter
Arten delas in i följande underarter:
- P. p. macrocarpum
- P. p. persicum